# مؤسسه پرسش
مؤسسه مطالعات سیاسی اقتصادی پرسش مؤسسه‌ای غیردولتی در ایران است که به برگزاری سمینارها و کلاس‌های آزاد در حوزه علوم انسانی و اجتماعی می‌پردازد این مؤسسه نخستین و بزرگ‌ترین مؤسسه تخصصی آموزش علوم انسانی و اجتماعی غیردولتی در ایران است و از نهادهای شناخته‌شده و باسابقه در این زمینه به‌شمار می‌رود.
این مؤسسه در کنار فعالیت اصلی، نمایشگاه هنری از آثار هنرمندان جهان نیز برگزار کرده است.
این مؤسسه مدتی در ضلع شمالی پارک ساعی قرار داشت و اکنون در خیابان قائم مقام فراهانی واقع است.

## مدرسان
از جمله کسانی که در این مؤسسه تدریس کرده‌اند، می‌توان به جواد طباطبایی، محمود سریع‌القلم، سید هاشم آقاجری، مازیار اسلامی، محمدرضا تاجیک، مراد فرهادپور، داوود فیرحی، علی معظمی، خشایار دیهیمی، صالح نجفی، مصطفی ملکیان، احسان شریعتی، محمد رضایی راد، کاوه لاجوردی، بارانه عمادیان، عادل مشایخی، رضا شیرزادی، حسینعلی نوذری، حمیدرضا آتش‌برآب، ابراهیم توفیق، مهران مهاجر، نغمه ثمینی، جواد گنجی، موسی غنی‌نژاد، مسعود نیلی، محمد مالجو، حسن مرتضوی، محمد بهارلو، حمید سوری، مجید اخگر، ایمان افسریان، فاطمه صادقی، شهریار وقفی‌پور و محسن رنانی اشاره کرد.